# Francisca Soler de Ros
Pour les articles homonymes, voir Soler et Ros.
Francisca Soler de Ros, connue populairement comme Paca Soler, née à Barcelone le 3 décembre 1833 et morte dans cette même ville le 13 janvier 1884, est une actrice espagnole.

## Biographie
Francesca est originaire d'une famille aisée (son père est dans l'armée). Elle se tourne très jeune vers les arts dramatiques, passionnée par la scène.
Elle commence sa carrière durant la saison 1863-64 au théâtre de l'Odèon de Barcelone, puis rejoint en 1865 le Teatre Principal et le Teatro de la Zarzuela. De 1864 à 1877, elle joue sur les plus grandes scènes, notamment à Barcelone.
En 1881, elle rend publique la grave maladie qui l'emporte au début de l'année 1884. Le Teatre Romea lui rend un hommage officiel le 2 février 1884.